# مقصدهای پروازی ایر لینگاس
مقصدهای پروازی ایر لینگاس به شرح زیر است:

## فهرست
|  | قطب                                 |
|  | فصلی                                |
|  | توسط ایر لینگاس رجیونال انجام می‌شود |
|  | چارتر                               |
|  | مسیرهای آتی                         |